# Keisha Buchanan
Keisha Kerreece Fayeanne Buchanan (Londres, 30 de septiembre de 1984), conocida como Keisha Buchanan, es una cantante y compositora británica. Es el miembro más longevo del grupo Sugababes, y la última fundadora que quedaba hasta su salida en 2009. Con el grupo ha participado en la grabación de siete álbumes de estudio y ha lanzado 25 sencillos, seis de ellos número 1 en Reino Unido.

## Sugababes (1998-2009)
Keisha conoció a Mutya Buena en la escuela primaria de Kingsbury a la edad de 13 años. Mutya estaba grabando canciones en un estudio con Siobhán Donaghy. Cuando Keisha demostró sus aptitudes vocales, decidieron formar un grupo, Sugababes.
London Records accedió a grabar y promocionar su primer álbum, One Touch. A pesar de que el primer sencillo, Overload tuvo repercusión mundial y aún hoy en día es una de las canciones más conocidas del grupo, las ventas del disco no conformaron a la discográfica, que las despidió después de una gira mundial. Siobhan abandonó el grupo alegando problemas con Keisha y la dirección creativa que estaba tomando la banda.
Keisha y Mutya conocieron entonces a Heidi Range, que sí estaba en consonancia con el sonido del grupo, y con la que continuaron a partir de entonces. Con Heidi firmaron un contrato con Island Records, y comenzaron un período de consolidación en la música, con éxitos internacionales como Freak Like Me, Round Round, Hole In The Head o Push The Button.
En 2005 Mutya deja el grupo para centrarse en su vida personal, y seleccionan como sustituta a Amelle Berrabah. Keisha queda entonces como la última componente original del grupo. Con Amelle la formación consigue éxitos como About You Now, Girls o Get Sexy, pero las disputas entre Amelle y Keisha propiciaron su salida del grupo en 2009. Keisha llegó a grabar el séptimo disco, Sweet 7, pero sus voces fueron sustituidas por la nueva integrante, Jade Ewen de cara al lanzamiento oficial, aunque existe un CD demo con canciones grabadas por Keisha, que salió a subasta poco después de su salida de la formación.

### 2009-2011: carrera en solitario
Tras su salida de Sugababes, Buchanan comenzó a grabar su álbum de estudio debut. También se confirmó que el productor estadounidense Dallas Austin, quien contribuyó en gran medida al cuarto álbum de estudio de Sugababes, Taller in More Ways, aparecerá en el álbum.Sin embargo, Buchanan más tarde dejó Island Records para reunirse con sus antiguos colegas Siobhan y Mutya, por lo que su álbum en solitario fue archivado y cancelado.

### 2011-2019: Mutya Keisha Siobhan
En octubre de 2011, varios medios de comunicación informaron que la formación original de Sugababes se reformaría, algo que Buchanan desmintió su participación en el proyecto.En enero de 2012, se generaron más circulaciones de que el grupo se reuniría bajo el sello discográfico Polydor Records.
El grupo asistió a la ceremonia de apertura de los Juegos Olímpicos de Verano de 2012 el 27 de julio de 2012lo que marcó la primera aparición pública de Buena, Buchanan y Donaghy juntos en once años. 